# Shiho Sakai
Shiho Sakai (Japans: 酒井 志穂, Sakai Shiho) (Koga, 1 december 1990) is een Japanse zwemster. Op de kortebaan is Sakai houdster van het wereldrecord op de 100 meter rugslag.

## Carrière
In februari 2009 verbeterde Sakai in Tokio, op de kortebaan, het wereldrecord op de 100 meter rugslag, dat in handen was van de Amerikaanse Natalie Coughlin. Bij haar internationale debuut, op de wereldkampioenschappen zwemmen 2009 in Rome, eindigde de Japanse als vierde op de 100 meter rugslag en strandde ze in de halve finales van de 50 meter rugslag. Samen met Nanaka Tamura, Yuka Kato en Haruka Ueda eindigde ze als zevende op de 4x100 meter wisselslag. In november 2009, tijdens de wereldbekerwedstrijden in Berlijn, verbeterde Sakai de wereldrecords op de 100 en de 200 meter rugslag.
Tijdens de Pan Pacific kampioenschappen zwemmen 2010 in Irvine eindigde Sakai als vierde op de 200 meter rugslag, als zevende op de 100 meter rugslag en als achtste op de 50 meter rugslag. Op de Aziatische Spelen 2010 in Guangzhou veroverde de Japanse de zilveren medaille op zowel de 100 als de 200 meter rugslag, daarnaast eindigde ze als vierde op de 50 meter rugslag.
In Shanghai nam Sakai deel aan de wereldkampioenschappen zwemmen 2011. Op dit toernooi werd ze uitgeschakeld in de halve finales van zowel de 100 als de 200 meter rugslag, op de 50 meter rugslag strandde ze in de series.

## Internationale toernooien
| Jaar | Olympische Spelen | WK langebaan                                         | WK kortebaan  | PanPacs                                        | Aziatische Spelen                            |
| ---- | ----------------- | ---------------------------------------------------- | ------------- | ---------------------------------------------- | -------------------------------------------- |
| 2009 |                   | 12e 50m rugslag 4e 100m rugslag 7e 4x100m wisselslag |               |                                                |                                              |
| 2010 |                   |                                                      | geen deelname | 8e 50m rugslag 7e 100m rugslag 4e 200m rugslag | 4e 50m rugslag · 100m rugslag · 200m rugslag |
| 2011 |                   | 18e 50m rugslag 9e 100m rugslag 11e 200m rugslag     |               |                                                |                                              |

## Persoonlijke records
Bijgewerkt tot en met 15 november 2009

### Kortebaan
| Afstand      | Tijd    | Datum            | Plaats  |
| ------------ | ------- | ---------------- | ------- |
| 50m rugslag  | 26,42   | 21 februari 2009 | Tokio   |
| 100m rugslag | 55,23   | 15 november 2009 | Berlijn |
| 200m rugslag | 2.00,18 | 14 november 2009 | Berlijn |

### Langebaan
| Afstand      | Tijd    | Datum        | Plaats |
| ------------ | ------- | ------------ | ------ |
| 50m rugslag  | 27,88   | 29 juli 2009 | Rome   |
| 100m rugslag | 59,14   | 28 juli 2009 | Rome   |
| 200m rugslag | 2.08,74 | 1 juni 2009  | Tokio  |